# Pujo
Pujo é uma comuna francesa na região administrativa de Occitânia, no departamento dos Altos Pirenéus. Estende-se por uma área de 5,28 km². Em 2010 a comuna tinha 651 habitantes (densidade: 123,3 hab./km²).